# András Csorba
András Csorba (* 1948; † 5. Juni 1972 in Budapest) war ein ungarischer Radrennfahrer und nationaler Meister im Radsport.

## Sportliche Laufbahn
András Csorba war Mitglied des Sportvereins Újpesti Dózsa. Er gewann die ungarischen Meisterschaften im Sprint 1970, im Tandemrennen 1970 (mit Ferenc Habony) und 1971 (mit Gyula Takács) und im 1000-Meter-Zeitfahren 1970.
Er war als Teilnehmer für Wettkämpfe im Bahnradsport bei den Olympischen Sommerspielen 1972 in München nominiert, wurde jedoch am 28. April 1972 auf der Brücke Margit híd in Budapest von einem Lastkraftwagen überfahren. Fünf Wochen später starb er im Alter von 24 Jahren an den Folgen dieses tragischen Unfalls.
András Csorba wurde am 14. Juni 1972 auf dem Farkasréti temető (Friedhof Farkasrét) in Budapest beerdigt.